# Heinrich Jodokus Wolff
Heinrich Jodokus Wolff (* 17. August 1648 in Klotten; † 7. Dezember 1714 in Brauweiler (Pulheim)) war ein deutscher Benediktiner und Prior in der Abtei Brauweiler.

## Leben
Heinrich Jodokus Wolff war ein Sohn des Klottener Vogts und Pommerner Gerichtsschreibers Gerlach Wolff (1625–1685). Seine schulische Ausbildung begann er am 1. November 1660 und bereits 1669 war er Schullehrer in Klotten. Im Jahre 1671 trat er als Benediktiner in das Benediktinerkloster der Abtei Brauweiler ein und legte dort am 12. Juni 1672 seinen Profess ab. Am 19. September 1676 wurde er zum Priester geweiht und am 7. Juni 1681 folgte dessen Ernennung zum Kustos. 1690 wurde er zum Superior des Ordens ernannt und ab 1695 wirkte er als Beichtvater im Kloster Neuwerk. Um das Klottener Einkünfteregister bearbeiten zu können, sandte man Wolff 1702 zurück in seinen Heimatort. 1708 wurde er zum Subprior und 1710 zum Prior der Benediktinerabtei Brauweiler ernannt, wobei man es nicht unterließ, darauf hinzuweisen, dass er sich in seinen Ämtern bewährt habe.

## Werke
- Jodocus Wolf: Brevissimum Compendium fundationis monasterii huius..., abbatum etc. (Bericht über die Gründung des Klosters Brauweiler, 124 Bl.)[1]